# Flian
Flian är en å i Västergötland, ett biflöde till Lidan. Flian är cirka 75 km lång, inklusive källflöden. Avrinningsområde ca 850 km². Ån avvattnar den berömda Hornborgasjön. Vattendragets viktigaste källflöde är Slafsan/Hornborgaån, och dess viktigaste biflöde är Dofsan. Andra biflöden är Pösan och Bjurumsån. Enligt fiskeriverket ska den rödlistade fisken asp leka i de nedre delarna av Flian. Även färnan leker i ån.
På Flian kan man med kanot uppleva naturen och se flera intressanta djur. Ån är omgiven av olika sorters lövträd, och från Herrtorps kvarn kan man paddla med kanot ända till Hornborgasjön. På vägen kan man bland annat se bävrar, vattensorkar och kungsfiskare. Mosaiktrollslända var tidigare mycket vanlig i Hornborgasjön, den kan fortfarande ses längs Flian men på grund av den minskade mängden vass där är den sällsynt. Andra sorters sländor som finns är bland annat trollsländor och jungfrusländor. På natten finns det många fladdermöss längs ån, och det är också då bävrarna är lättast att få syn på. Även sprängört finns längs ån.

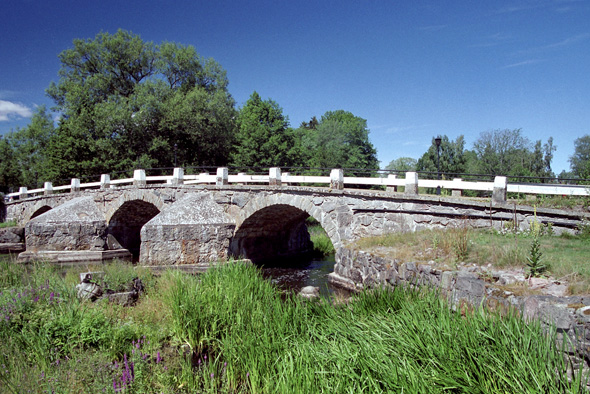
Gamla bron över Flian i Resville på gränsen mellan Saleby och Norra Härene socknar.
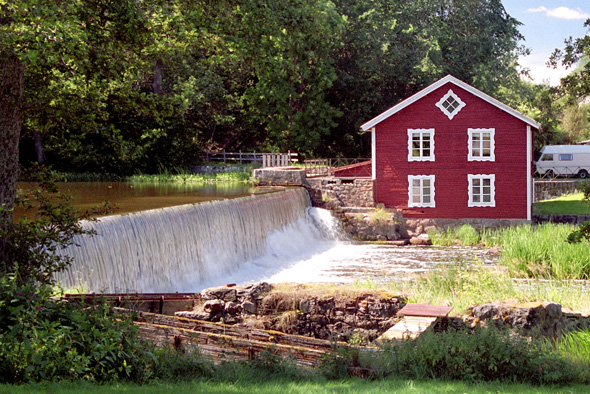
Resville kvarn vid Flian.